# Morgny-la-Pommeraye
Morgny-la-Pommeraye är en kommun i departementet Seine-Maritime i regionen Normandie i norra Frankrike. Kommunen ligger i kantonen Buchy som tillhör arrondissementet Rouen. År 2022 hade Morgny-la-Pommeraye 1 068 invånare.

## Befolkningsutveckling
Antalet invånare i kommunen Morgny-la-Pommeraye
| Referens: INSEE |